# Знаменка (Даровський район)
Зна́менка (рос. Знаменка) — селище у складі Даровського району Кіровської області, Росія. Входить до складу Кобрського сільського поселення.
Населення становить 31 особа (2010, 92 у 2002).
Національний склад станом на 2002 рік — росіяни 99 %.